# Württemberg
|  | Per a altres significats, vegeu «Wurtemberg». |

Württemberg, antigament conegut com a Wirtemberg, va ser un estat al sud-oest de l'actual Alemanya i que ocupava la major part de l'actual land de Baden-Württemberg. Tradicionalment la seva capital era Stuttgart, però durant curts espais de temps la seu del govern també va estar a Ludwigsburg i Urach. El nom de la dinastia i l'Estat, esdevé d'un turó escarpat proper a Stuttgart-Untertürkheim.

## El comtat de Württemberg

Armes dels Comtes de Württemberg

Aquesta zona del Sacre Imperi Romanogermànic, formava part del Ducat de Suàbia. El 1143 va pujar al rang de Comtat. A partir d'aquest moment, els Comtes van anar sumant territoris. El matrimoni del Comte Ulric I amb Matilde de Baden, el 1251, va aportar als Württemberg la vila de Stuttgart, que més tard seria la capital. Altres ampliacions territorials es feren durant els governs d'Ulric III (1325-1344) i Eberhard III (1392-1417). Per fi, van incorporar el comtat de Mömpelgard (o Montbéliard) en 1397, en casar-se Eberhard IV amb Enriqueta de Mömpelgard.
El 25 de gener de 1442, els germans Lluís IV i Ulric V es van repartir el Comtat, governant Ulric un territori amb capital en Stuttgart i Lluís amb capital en Urach. Aquesta separació va durar 40 anys i van caldre dos acords, el 1482 i el 1492, per a la reunificació de Württemberg.
Un dels Comtes més assenyalats, Eberhard V (1455-1496), va fundar la Universitat de Tubinga (1477), va proclamar la indissolubilitat del seu Estat i, arran la descomposició del Ducat de Suàbia, va aconseguir de l'Emperador que, en la Dieta de Worms, el 21 de juliol de 1495, elevés el Comtat de Wurttemberg al rang de Ducat.

## Ducat de Württemberg

Armes en 1498

Durant el llarg regnat d'Ulric VI (1498-1550) va haver de reprimir revoltes de camperols que protestaven de la pujada d'impostos. En 1519 el Duc va ser expulsat per les tropes de la Lliga de Suàbia, que el van atacar per haver invadit la ciutat lliure de Reutlingen. Recuperà el tron en 1534 amb l'ajuda del Landgravi de Hessen, Felip I. Llavors va introduir la reforma en el seu Estat, al principi intentà una síntesi de les doctrines de Luter i Zwingli però a partir de 1538, amb una doctrina purament luterana. Això el va enfrontar a l'Emperador.
El Duc Cristòfol (1550-1568) continuà el desenvolupament de lleis i reglaments entre els quals es pot mencionar “El Gran Reglament de l'Església” de 1559 que codificava tots els reglaments, tant de l'Estat com religiosos.

## Branca Württemberg-Mömpelgard

1593 : Wurtemberg-Mömpelgard

A la mort sense descendència de Cristòfol, el Ducat passà a Frederic I, de la branca Würtemberg-Montbéliard, que es va conduir com un governant absolutista, segons les tendències del moment. Durant el seu regnat l'arquitecte Heinrich Schickhardt, va dirigir nombroses obres d'estil renaixentista. I en aquest estil, però en l'apartat de la música, i treballà el compositor Adam Gumpeltzheimer (1575-1625).
Württemberg va ser un dels estats que més va patir durant la guerra dels 30 anys (1618-1648). A partir de 1628 el Ducat va estar sota l'ocupació de tropes estrangeres. L'Edicte de Restitució de l'Emperador Ferran II, en 1629, li va fer perdre a Württember una tercera part del territori. En la batalla de Nördlingen, en 1634, l'exèrcit de Württemburg va ser vençut pel suec i el ducat va ser invadit. El Duc Eberhard IX s'exilà en Estrasburg. Els anys següents el país va ser despoblat per la pobresa, la fam i l'epidèmia de pesta de 1637. Va passar d'una població de 350.000 habitants en 1618 a 120.000 en 1648.
El Tractat de Westfàlia, signat en 1648, va permetre Württemberg la recuperació dels seus territoris, perduts en 1629. Començà la reconstrucció de les estructures del Ducat. Würtemberg, però, ha d'intervenir en nombroses guerres, com ara les que tingueren lloc entre l'Imperi i França, la de la Lliga d'Augsburg, les cinc guerres d'Àustria contra l'Imperi Otomà i la Guerra de Successió espanyola. L'Oest del país va ser devastat diverses vegades per les tropes franceses.
El Duc Eberhard-Lluís, es va buscar l'animadversió dels seus súbdits. A partir de 1704, va viure al luxós castell de Ludwigsburg, amb Wilhelmine de Grävenitz, mentre la seva esposa vivia a Stuttgart. En 1724, va canviar la capital a Ludwigsburg.
A la mort sense descendència, en 1733, d'Eberhard-Lluís, el va succeir Carles-Alexandre, de la branca Württemberg-Winnental.

## Branca Württemberg-Winnental

1733 : Wurtemberg Winnenthal

Carles-Alexandre era catòlic i havia desenvolupat una ràpida carrera militar, sent general a l'edat de 33 anys. Va nomenar un jueu, Joseph Süss Oppenheimer, com a conseller de finances. A la mort de Carles-Alexandre, en 1737, Joseph va ser empresonat i després d'un llarg judici on l'Alta Societat Protestant va vessar tot el seu odi sobre Carles (catòlic) i Joseph (jueu), que va morir a la forca el 4 de febrer de 1738.
Carles II tenia només nou anys a la mort de son pare Carles I. Es va educar a la cort de Frederic el Gran. Fou un sobirà absolutista i despòtic que no permetia opinions divergents amb la seva. En la guerra dels set anys, es va aliar amb Àustria contra Prússia. La derrota en aquesta guerra i les dificultats financeres el van espentar a un canvi radical d'actitud a partir de 1778. Desmobilitzà part de l'exèrcit, adoptà unes postures menys agressives en política exterior, va reduir les despeses de l'Estat i fomentà la formació i la cultura fins a la seva mort. El canvi d'actitud va ser atribuït per la gent al seu segon matrimoni, amb Francesca de Hohenheim.
El Duc Frederic II (1797-1816) va tindre una actitud fluctuant davant de la França revolucionària, en primer lloc va haver de cedir Montbéliard (1802) i totes les possessions a l'esquerra del Rin, però en 1803 s'alià amb Napoleó i des d'aquest moment fins a 1810 va obtenir fortes ampliacions del seu territori. Aquesta bona relació amb Napoleó li va valdre el nomenament com a Príncep Elector en 1803 i el títol de Rei, com Frederic I, el 26 de desembre de 1805, dins la Confederació del Rin.

## Regne de Würtemberg
Frederic I, després d'ampliar els seus territoris, gràcies a la seva relació amb la França napoleònica, hàbilment va canviar d'aliats a temps perquè el Congrés de Viena respectés el seu títol de Rei.
Würtemberg va entrar a formar part de la Confederació Germànica el 18 de juny de 1815 i del Zollverein el 1833. En 1871 va quedar integrat a l'Imperi Alemany.
L'últim dels Reis de Württemberg, Guillem II, va abdicar en 1918, després de la derrota en la primera guerra mundial. El seu Estat es va integrar en la República Alemanya amb el nom d'Estat Lliure Popular de Württemberg.
Després de la Segona Guerra Mundial, Württemberg va quedar dividida entre la zona d'ocupació nord-americana i la francesa, passant a formar part de dos estats, respectivament Württemberg-Baden i Württemberg-Hohenzollern. Quan es va formar la República Federal d'Alemanya (1952), els dos estats es van fusionar en l'actual Baden-Württemberg.